# Dąbrowa (powiat mogileński)
Dąbrowa (niem. Kaisersfelde) – wieś w Polsce, położona w województwie kujawsko-pomorskim, w powiecie mogileńskim, w obrębie regionu historyczno-etnograficznego zwanego Pałukami.
Wieś jest siedzibą gminy Dąbrowa.

## Demografia
Według Narodowego Spisu Powszechnego (III 2011 r.) liczyła 1082 mieszkańców. Jest największą co do wielkości miejscowością gminy Dąbrowa.

## Położenie
Niegdyś przebiegała przez nią, nieczynna obecnie, trasa linii kolejowej (Mogilno-Dąbrowa-Barcin).

## Współczesność
W Dąbrowie znajdują się:
- instytucje państwowe: urząd gminy, dwa ośrodki zdrowia, poczta, szkoła podstawowa
- obiekty sportowe: hala widowiskowo-sportowa (300 miejsc siedzących) oraz Stadion Olimpijski Gminnego Ludowego Zespołu Sportowego Olimpia Dąbrowa (1000 miejsc, w tym około 100 siedzących)
- kościół pw. Najświętszej Marii Panny Królowej Polski (dawniej drugi kościół ewangelicki pochodzący z 1912 roku)

W Dąbrowie znajduje się nieużytkowany obecnie kościół ewangelicki z 1845 roku.

## Historia
To wieś gminna położona 10,5 km na północ od Mogilna, przy szosie do Bydgoszczy. Pierwsza wzmianka o tej miejscowości pochodzi z roku 1357, czytamy w niej o Dąbrowie jako własności Nałęczów z Chomiąży. Pierwotne znaczenie słowa Dąbrowa ma odniesienie do lasu, gaju. Najstarszą znaną nazwę miejscowości znajdujemy w dokumencie Kazimierza Wielkiego. Pojawia się tam Dambrova. Z czasem nazwa zmienia się na Dąbrowo, by ostatecznie w 2. połowie XIX wieku przyjąć brzmienie Dąbrowa. W czasach zaborów zaborca pruski w ramach germanizacji wprowadził urzędową niemiecką nazwę dla Dąbrowy – Kaisersfelde (Cesarskie Pole). Arcybiskup gnieźnieński Jan Łaski w dziele „Liber beneficjorum” napisanym w roku 1521 wymienia Dąbrowę jako wieś należącą do parafii Parlin. Z dokumentu tego dowiadujemy się, że przed rokiem 1521 kmiecie z Dąbrowy w ramach dziesięciny mieli obowiązek tzw. dziesięciny ręcznej, czyli swego rodzaju pańszczyzny wykonywanej na polecenie plebana.
Na przełomie XVI/XVII stulecia Dąbrowę dotknął regres ekonomiczny. Przed rokiem 1630 została tu założona osada olęderska, jedna z pierwszych w Wielkopolsce. Ówczesny właściciel wsi zawarł umowę z przybyłymi na te ziemie osadnikami olęderskimi na zagospodarowanie łanów opuszczonych i pozyskanie nowych gruntów pod uprawę. W czasie wojny polsko-szwedzkiej zwanej potopem (1655–1656) i wojny północnej (1720-1721) ziemię dąbrowską dotknęły przemarsze wojsk, kontrybucje, gwałty wojenne i zdziesiątkowanie zarazami.
W roku 1774 Dąbrowę włączono do państwa pruskiego. W latach 1775–1778 władze Okręgu Noteckiego, realizując politykę króla Fryderyka II Wilhelma, osadziły tu przybyszów z zachodu (kolonistów niemieckich). W roku 1835 spłonął kościół, a w roku 1844 mieszkańcy Dąbrowy i okolicznych wsi wybudowali murowany zbór ewangelicki. W latach 1853–1867 wybudowano drogę bitą z Bydgoszczy do Wylatowa przez Dąbrowę, co miało wpływ na ożywienie gospodarcze na tym terenie. Oddano również do użytku urząd pocztowy z telegrafem. Przed rokiem 1880 Dąbrowę zamieszkiwało 49 Polaków i 216 Niemców. Na początku XX wieku pobudowano w niej mleczarnię.
Tuż po odzyskaniu niepodległości w styczniu 1919 r. plutony powstańcze rozbroiły kolonistów niemieckich, m.in. w Dąbrowie. Te wydarzenia, jak i obowiązek przyjęcia obywatelstwa polskiego przez Niemców, spowodowały duży ubytek ludności niemieckiej. Właścicielem wsi byli Cylwikowscy, później majątek przeszedł w ręce niemieckie i po I wojnie światowej został przejęty przez Skarb Państwa Polskiego.
W latach 1954–1972 wieś należała i była siedzibą władz gromady Dąbrowa. W latach 1975–1998 miejscowość administracyjnie należała do województwa bydgoskiego.

## Zabytki

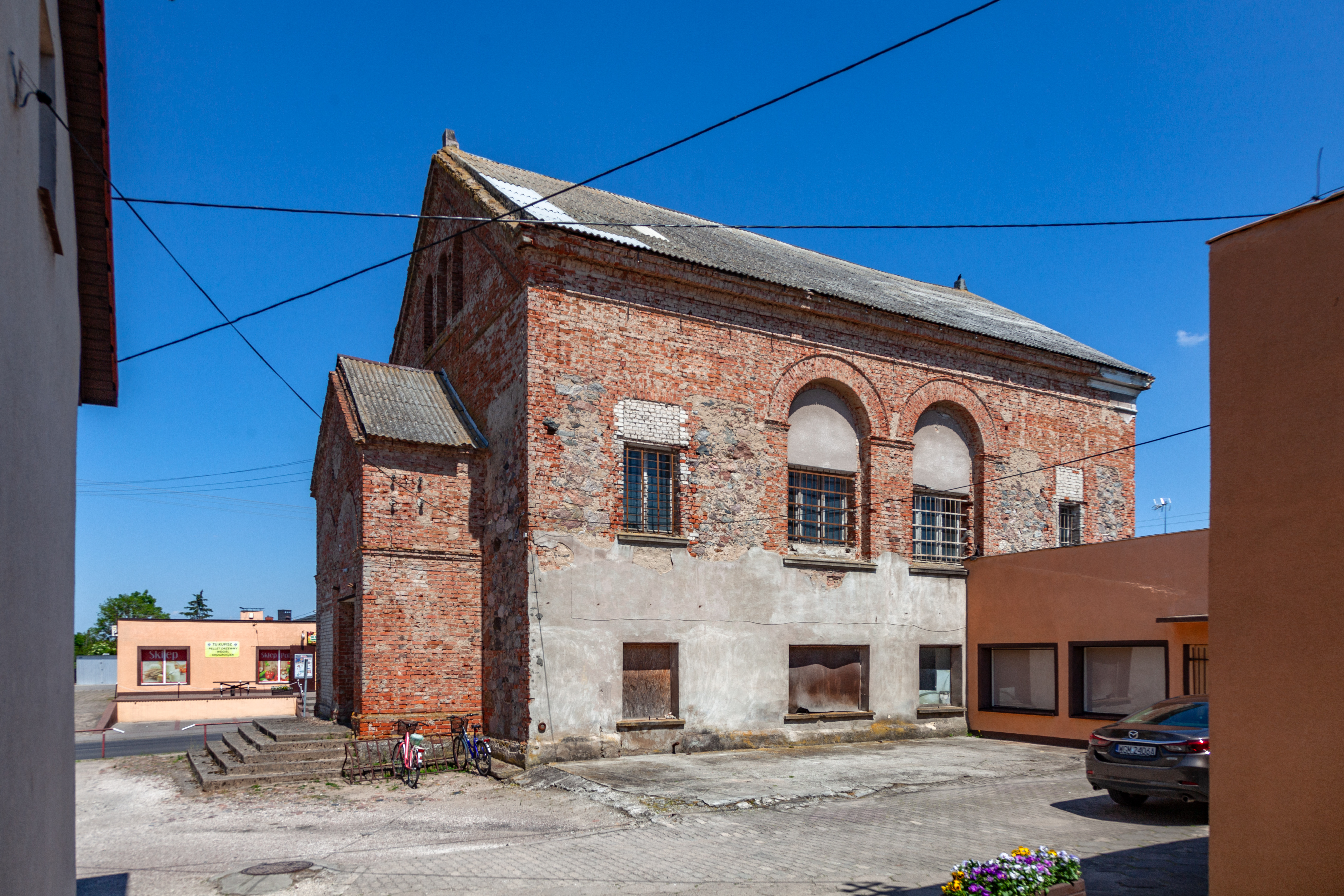
Dawny kościół ewangelicki z 1844 r.

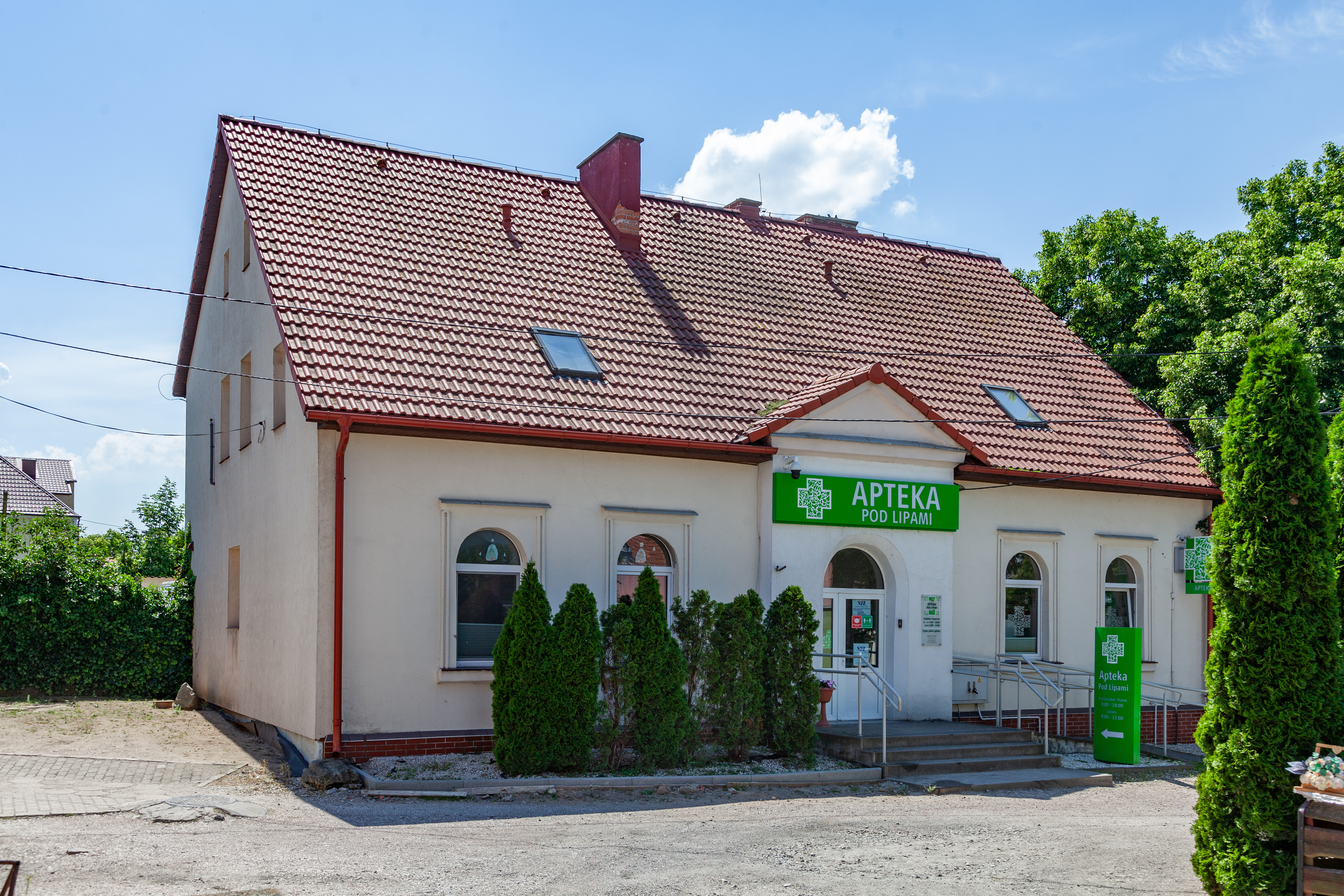
Dawna pastorówka

- kościół pw. Najświętszej Maryi Panny Królowej Polski, neobarokowy z 1912 r., pierwotnie filialny parafii w Parlinie[4]
- kościół ewangelicki z 1844 r. na miejscu kościoła drewnianego z XVIII w., spalonego w 1835 r. Po 1945 r. zamieniony na magazyn, obecnie nieużytkowany[4]
- pastorówka z XIX w., obecnie apteka[5]
- dwór z 3. ćw. XIX w., rozbudowany na pocz. XX w., późnoklasycystyczny, otoczony parkiem[4], w którym znajduje się pomnik przyrody - klon o obwodzie pnia 380 cm.[6]

## Kościoły i parafie
Kościół zbudowany przez protestantów niemieckich jako drugi we wsi jest budowlą murowaną z cegły czerwonej, jednonawową, posiada wieżę z zegarem. Oddany był do użytku 19 września 1912. We wnętrzu znajdują się: obraz Chrystusa Siewcy z początku XX w., zegar wieżowy z mechanizmem, dzwon, witraże z atrybutami wiary protestanckiej oraz 19-głosowe organy piszczałkowe autorstwa Paula Voelknera z Bydgoszczy. Świątynia może pomieścić około 1000 osób. Po II wojnie światowej został przekazany do użytkowania przez parafię rzymskokatolicką pw. św. Wawrzyńca w Parlinie. Na mocy dekretu Kurii Metropolitalnej w Gnieźnie z 12 stycznia 1946 poświęcenia świątyni dokonał ks. Michalski w obecności dziekana żnińskiego ks. Mrugasa, starosty mogileńskiego p. Gabisia oraz licznie zgromadzonych parafian. Przy poświęceniu kościół otrzymał tytuł Najświętszej Marii Panny Królowej Polski.
W Dąbrowie znajduje się jeszcze jeden kościół zbudowany przez protestantów w roku 1845, obecnie niezagospodarowany.

## Sport
W gminie funkcjonuje 2 kluby piłkarskie:
- Gminny Ludowy Zespół Sportowy Olimpia Dąbrowa (zał. 1994 r., od sezonu 2007/2008 gra w B klasie, grupa Bydgoszcz IV)
- Promień Szczepanowo (od sezonu 2002/2003 gra w B klasie, grupa Bydgoszcz IV)[7]

## Urodzeni w Dąbrowie
- Stanisław Przybysz (ur. 27 września 1903, zm. 20 maja 1978 w Krakowie) – polski urzędnik administracji państwowej i samorządowej, burmistrz Chełmna, wicewojewoda krakowski.